# Mesochorus giberius
Mesochorus giberius là một loài tò vò trong họ Ichneumonidae.